# Markus Welzel
Markus Welzel OCist (eigentlich Franziskus Bernhard Welzel; * 21. September 1729 in Schönwalde, Herzogtum Münsterberg; † 1. Dezember 1792 in Heinrichau) war von 1778 bis 1792 Abt des Zisterzienserklosters Heinrichau und in dieser Eigenschaft zugleich Landeshauptmann des Fürstentums Münsterberg. Seit 1778 war er zudem Abt von Zirc in Ungarn und dadurch Mitglied des ungarischen Landtages.

## Leben
Nach dem Schulbesuch trat Markus Welzel als Novize in das Zisterzienserkloster Heinrichau ein, wo er am 24. Februar 1753 die Ordensgelübde ablegte. Nach theologischen Studien in Weißwasser und an der jesuitischen Universität Breslau erhielt er am 7. Februar 1759 die Priesterweihe. Danach lehrte er Theologie und war zugleich Küchenpräfekt seines Klosters. 1764 wirkte er als Kurat in Silberberg, danach als Provisor von Heinrichau und anschließend als Administrator von Schönjohnsdorf.
Nach dem Tod des Heinrichauer Abtes Konstantin Haschke 1778 wurde Markus Welzel am 10. November d. J. zu dessen Nachfolger gewählt und am 21. Juni 1779 bestätigt. Am 13. August 1779 wurde er in Personalunion Abt des Klosters Zirc in Ungarn. In den Jahren 1780, 1782 und 1788 hielt er sich in Ungarn als Visitator auf. Am 1. Dezember 1792 starb er in Heinrichau; sein Leichnam wurde in der Klosterkirche beigesetzt.